# Muhàmmad ibn Ibrahim al-Fazarí
Muhàmmad ibn Ibrahim ibn Habib ibn Sulayman Ibn Sàmura ibn Júndub al-Fazarí (àrab: محمد بن إبراهيم بن حبيب بن سليمان بن سمرة بن جندب الفزاري, Muḥammad b. Ibrāhīm b. Ḥabīb b. Sulaymān b. Samura b. Jundub al-Fazārī), més conegut senzillament com Muhàmmad ibn Ibrahim al-Fazarí (Kufa, 746 - Bagdad, 806) va ser un astrònom, filòsof, i matemàtic àrab musulmà, considerat una de les persones més importants dins del seu àmbit de treball en l'edat daurada de la ciència islàmica.

## Obra
És conegut per ser el primer en construir un astrolabi pla.
Va traduir diverses obres científiques de l'àrab al persa. Al segle vii, el califa els va ordenar, a ell, al seu pare Ibrahim al-Fazarí i a Yaqub ibn Tariq, la traducció del Brāhmasphuṭasiddhānta. El Brāhmasphuṭasiddhānta és un llibre indi que contenia, en el context de l'època, grans avenços en matemàtiques, com ara una bona comprensió del zero, regles per manipular nombres positius i negatius, un mètode per calcular arrels quadrades. Es creu que aquesta traducció va fer possible la transmissió dels nombres hindús a la cultura islàmica.